# Antonio Rinaldi (coreografo)
Antonio Rinaldi, noto anche come Fossano (Napoli, 1715 ca. – dopo il 1759) è stato un coreografo italiano.

## Biografia
Esordì sulle scene veneziane nel 1733 al Teatro San Samuele e l'anno successivo si trasferì a Londra, per poi tornare in Italia nel 1735. Nel 1736 Anna I di Russia invitò Rinaldi e la sua neo-fondata compagnia operistica ad esibirsi a San Pietroburgo, dove rappresentarono La forza dell'amore e dell'odio di Francesco Araja, la prima opera italiana ad essere rappresentata in Russia. A San Pietroburgo fu rivale di Jean-Baptiste Landé, fondatore e insegnante della prima scuola di danza professionista in Russia. 
Nel 1738 tornò in Italia e, trasferitosi a Parma, fu l'insegnante di Barbara Campanini, una delle maggiori ballerini del XIX secolo. Nel 1740 tornò in Russia, dove divenne direttore insieme a Landé della compagnia di danza di corte, e si fece apprezzare come insegnante dello stile comico. Nel Dopo la morte di Landé nel 1748, Rinaldi rimase a capo della compagnia, che diresse fino al 1759, quando fu rimpiazzato da Franz Hilverding. Per quanto le sue tracce si perdano dopo il 1759, Rinaldi lasciò un'impronta indelebile sul balletto russo per decenni e il suo stile rimase in voga fino alla fine degli anni 1780 e l'arrivo di Charles Le Picq in Russia.